# 암픽티온
암픽티온(고대 그리스어: Αμφικτυών, Amphictyon)은 데우칼리온과 피라의 둘째 아들로 테르모필라이의 왕이었으며 아테네의 왕 크라나오스의 딸과 혼인하였다. 그는 크라나오스를 폐위하고 스스로 아테네의 왕으로 선포하고 아테네를 10년간 다스렸다. 그리고 그는 에리크토니오스 1세에 의해 폐위당하였다. 아테네에는 그의 이름을 따서 지은 암픽티온 경기장이 있다.

## 같이 보기
- 암피트리온

| 전임 크라나오스 | 제5대 아테나이의 왕 기원전 1497년 ~ 기원전 1487년 | 후임 에리크토니오스 |